# Берг, Челль
Челль Берг (норв. Kjell Berg; род. 11 марта 1962) — норвежский кёрлингист.
В составе мужской сборной Норвегии участник и серебряный призёр демонстрационного турнира по кёрлингу на Зимних Олимпийских играх 1992, участник трёх чемпионатов мира (все три раза — шестое место) и шести чемпионатов Европы (лучший результат — бронзовые медали в 1986 и 1998). В составе юниорской мужской сборной Норвегии участник трёх юниорских чемпионатов мира (лучший результат — серебряные медали в 1982). В составе мужской сборной ветеранов Норвегии участник пяти ветеранских чемпионатов мира (лучший результат — пятое место в 2016 и 2018).
Играет на позициях: до 2010 — первого, после 2010 — третьего и четвёртого.

## Достижения
- Зимние Олимпийские игры: серебро (1992 — демонстрационный вид).
- Чемпионат Европы по кёрлингу: бронза (1986, 1998).
- Чемпионат мира по кёрлингу среди юниоров: серебро (1983).
- Чемпионат Норвегии по кёрлингу среди ветеранов: бронза (2025).

## Команды
| Сезон   | Четвёртый         | Третий              | Второй              | Первый                 | Запасной                       | Турниры                      |
| ------- | ----------------- | ------------------- | ------------------- | ---------------------- | ------------------------------ | ---------------------------- |
| 1979—80 | Пол Трульсен      | Флемминг Давангер   | Стиг-Арне Гуннестад | Челль Берг             |                                | ЧМЮ 1980 (9 место)           |
| 1980—81 | Пол Трульсен      | Флемминг Давангер   | Стиг-Арне Гуннестад | Челль Берг             |                                | ЧМЮ 1981 (6 место)           |
| 1981—82 | Пол Трульсен      | Флемминг Давангер   | Стиг-Арне Гуннестад | Челль Берг             |                                | ЧЕ 1981 (6 место)            |
| 1982—83 | Пол Трульсен      | Флемминг Давангер   | Стиг-Арне Гуннестад | Челль Берг             | тренер: Бо Бакке (ЧМЮ)         | ЧЕ 1982 (7 место) · ЧМЮ 1983 |
| 1985—86 | Тормод Андреассен | Флемминг Давангер   | Стиг-Арне Гуннестад | Челль Берг             | Пауль Энгер тренер: Nils Myhre | ЧМ 1986 (6 место)            |
| 1986—87 | Тормод Андреассен | Флемминг Давангер   | Стиг-Арне Гуннестад | Челль Берг             |                                | ЧЕ 1986                      |
| 1991—92 | Тормод Андреассен | Стиг-Арне Гуннестад | Флемминг Давангер   | Челль Берг             |                                | ЧЕ 1991 (7 место)            |
| 1991—92 | Тормод Андреассен | Стиг-Арне Гуннестад | Флемминг Давангер   | Челль Берг             | Пол Трульсен тренер: Бо Бакке  | ЗОИ 1992 (демо)              |
| 1992—93 | Тормод Андреассен | Флемминг Давангер   | Стиг-Арне Гуннестад | Челль Берг             | Пол Трульсен                   | ЧМ 1993 (6 место)            |
| 1993—94 | Тормод Андреассен | Стиг-Арне Гуннестад | Флемминг Давангер   | Челль Берг             | Терье Люсхёуг                  | ЧМ 1994 (6 место)            |
| 1996—97 | Тормод Андреассен | Стиг-Арне Гуннестад | Никлас Ярунд        | Челль Берг             | Флемминг Давангер              | ЧЕ 1996 (6 место)            |
| 1998—99 | Тормод Андреассен | Никлас Ярунд        | Стиг-Арне Гуннестад | Челль Берг             | Stig Høiberg                   | ЧЕ 1998                      |
| 2007—08 | Тормод Андреассен | Томас Дуэ           | Челль Берг          | Ян Торесен             |                                |                              |
| 2008—09 | Томас Дуэ         | Тормод Андреассен   | Челль Берг          | Hans Roger Toemmervold |                                |                              |
| 2012—13 | Тормод Андреассен | Челль Берг          | Стиг-Арне Гуннестад | Halvard Kverne         |                                | ЧМВ 2013 (7 место)           |
| 2013—14 | Тормод Андреассен | Челль Берг          | Стиг-Арне Гуннестад | Halvard Kverne         |                                | ЧМВ 2014 (8 место)           |
| 2014—15 | Челль Берг        | Стиг-Арне Гуннестад | Morten Tveit        | Halvard Kverne         |                                | ЧМВ 2015 (10 место)          |
| 2015—16 | Челль Берг        | Тормод Андреассен   | Morten Tveit        | Halvard Kverne         |                                | ЧНМ 2016 (8 место)           |
| 2015—16 | Челль Берг        | Стиг-Арне Гуннестад | Тормод Андреассен   | Halvard Kverne         |                                | ЧМВ 2016 (5 место)           |
| 2017—18 | Челль Берг        | Стиг-Арне Гуннестад | Тормод Андреассен   | Halvard Kverne         |                                | ЧМВ 2018 (5 место)           |
| 2018—19 | Челль Берг        | Стиг-Арне Гуннестад | Тормод Андреассен   | Joar Eimhjellen        |                                | ЧНМ 2019 (6 место)           |
| 2022—23 | Челль Берг        | Стиг-Арне Гуннестад | Тормод Андреассен   | Halvard Kverne         |                                | ЧМВ 2023 (10 место)          |
| 2023—24 | Челль Берг        | Стиг-Арне Гуннестад | Тормод Андреассен   | Halvard Kverne         |                                | ЧНМ 2024 (12 место)          |
| 2024—25 | Челль Берг        | Стиг-Арне Гуннестад | Тормод Андреассен   | Halvard Kverne         | Håvard Nore                    | ЧНВ 2025                     |

(скипы выделены полужирным шрифтом)